# Torre Glòries
Torre Agbar em 6 de Janeiro de 2007.
A Torre Glòries localiza-se na cidade de Barcelona, na Espanha.
Eleva-se a cerca de cento e quarenta e dois metros de altura. Na sua construção foram utilizados diversos materiais. Até ao piso 26, em que o edifício apresenta a forma de um cilindro, é essencialmente constituído por concreto armado e vidro. A partir do vigésimo sexto andar até à cúpula foram utilizados aço e vidro. A superfície do edifício é constituída por placas de alumínio coloridas.
Esta torre, construída pelo arquitecto Jean Nouvel, pertence à Companhia das Águas de Barcelona.
É o terceiro edifício mais alto da capital catalã, a seguir ao Hotel Arts e à Torre Mapfre.